# لوتريامون
الكونت لوتريامون (بالفرنسية: Comte de Lautréamont) وهو اللقب الذي كان يكتب باسمه ايزيدور دوكاس (Isidore Lucien Ducasse). شاعر فرنسي (4 أبريل 1846م مونتفيديو، الأورغواي - 24 نوفمبر 1870م في الرابعة والعشرين من العمر)، يعتبر لوتريامون أول من كتب قصيدة النثر وذلك في كتابه (أناشيد مالدورور) 1867

## النشأة
أبصر النور العام 1846م في مونتيفيديو عاصمة الأورغواي، حيث كان والداه الفرنسيان قد هاجرا العام 1840 م، والتحق والده لاحقا بالقنصلية الفرنسية بالأورغواي كموظف في بادئ الأمر ومن ثم تدرج حتى أصبح مستشارا من الدرجة الأولى. تيتّم لوتريامون بعد عشرين شهراً من ولادته وواكب في طفولته الكوارث بدءاً من الطاعون الذي تفشى في أمريكا الجتوبية العام 1856 وانتهاءً بالحروب والثورات تلك الحقبة بين الأرجنتين والأورغواي.

## العودة إلى الوطن
تلك الكوارث التي استُهلت حياته بها جعلته يعود إلى موطنه الأم فرنسا في العام 1859. كتب حينها "إن النهاية بالقرن التاسع عشر ستشاهد شاعرها وقد ولد على الشواطئ الأمريكية.
تم استضافته من قبل أعمامه في (بازيت) فرنسا والتحق بثانوية (طارب)، إلى هنا يقف التاريخ عن سرد أي معلومات دقيقة أو موثّقة عن لوتريامون حتى يفشي فقط تاريخ وفاته الغامضة.

## موت غامض
كان ذلك نهار الخميس الرابع والعشرين من تشرين الثاني العام 1870م في الثامنة صباحا وعمره لم يتجاوز الرابعة والعشرين "ماذا كان فعل لو أنه تمكن من العيش مزيدا، لقد أفسد عقلي كثيراً متنبأ بوفاته كذلك كتب لوتريامون، مات وترك ورائه كتابا طبعه على نفقته الخاصة ولم تقبل به أي دار نشر كما ترك بعض الرسائل، وصلتنا كتابات لوتريامون بعد ذلك بسنين عن طريق صديق مخلص له حافظ عليها في أحد بنوك الودائع في سويسرا، واحتفي بكتابه بعد وفاته بعشرات السنين، يعتبر لوتريامون أول من كتب قصيدة النثر على وجه المطلق.

## وصلات خارجية
- لوتريامون على موقع IMDb (الإنجليزية)
- لوتريامون على موقع الموسوعة البريطانية (الإنجليزية)
- لوتريامون على موقع ميوزك برينز (الإنجليزية)
- لوتريامون على موقع ميوزك برينز (الإنجليزية)
- لوتريامون على موقع ديسكوغز (الإنجليزية)

*وصلة خارجية تحتوي مختارات من مختارات من كتابه أناشيد مالدورو مترجمة إلى العربية
*Maldoror: Le بالفرنسية